# Санмаринцы

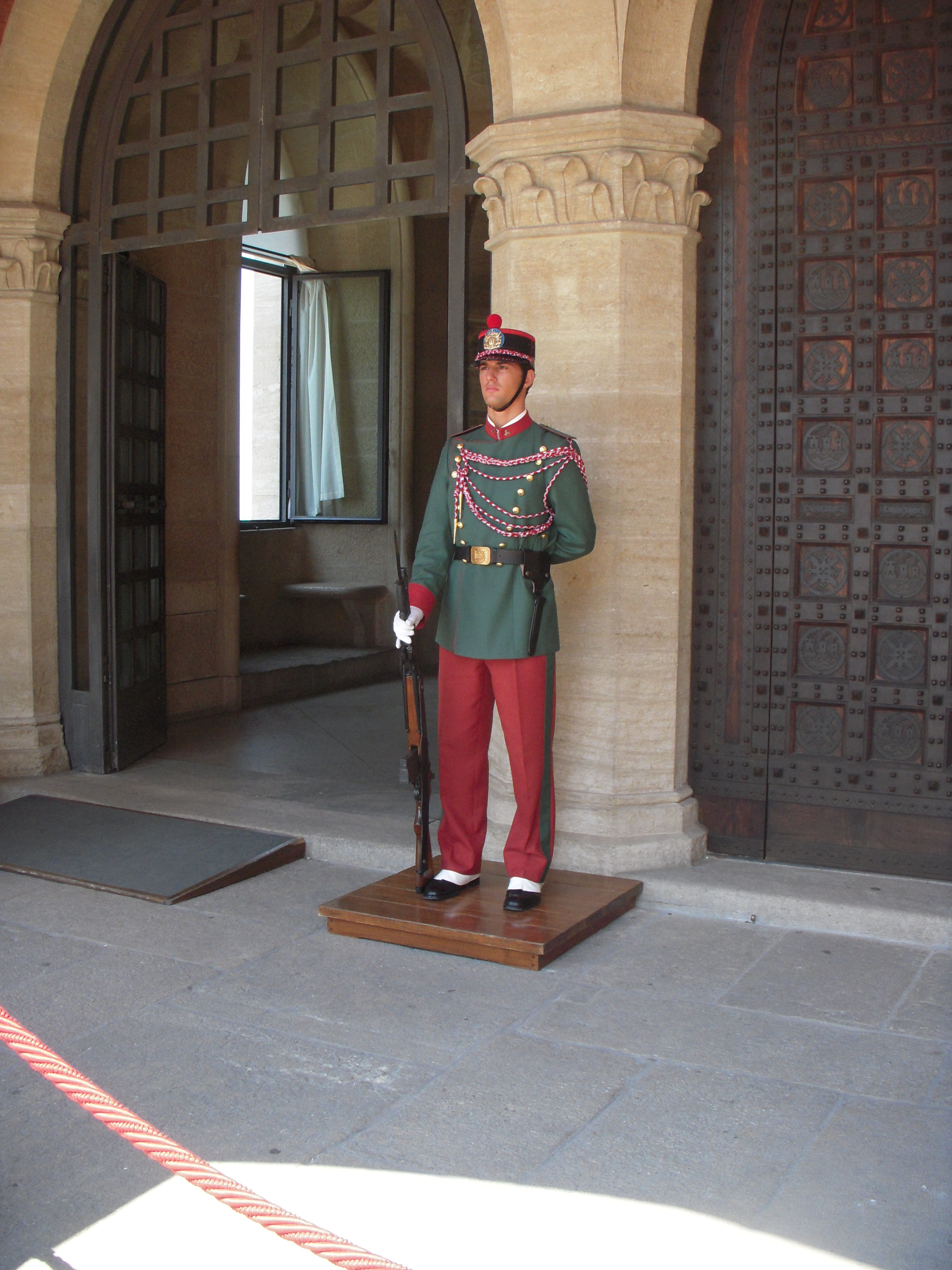
Охранник перед зданием парламента в Сан-Марино

Санмари́нцы (самоназвание — итал. sammarinese) — народ, коренное население государства Сан-Марино. Говорят на итальянском языке и на романьольском диалекте итальянского языка.
Численность — около 32 тысяч человек (оценка, 2013), из них около 6 тыс. человек живут за пределами Сан-Марино, в основном в Италии и Франции. Родственны итальянцам.
Вероисповедание — католики.